# 腺毛香简草
腺毛香简草（学名：Keiskea glandulosa），为唇形科香简草属下的一个植物种。